# In Search of Lovecraft
În căutarea lui Lovecraft (In Search of Lovecraft) este un film de groază american din 2008, care a fost regizat și scris de David J. Hohl. În film apare Renee Sweet în rolul unei reporterițe neîmplinite, care ajunge să se confrunte față în față cu coșmarurile din opera scriitorului de groază de la începutul secolului al XX-lea, H. P. Lovecraft.
Filmul a avut premiera la Festivalul de film H. P. Lovecraft din 2008.

## Prezentare
Filmul este prezentat din perspectiva Rebecăi Marsh (Renee Sweet), o tânără reporteră, nemulțumită de plictiseala ocupației ei actuale, care este trimisă să conducă un program special de Halloween dedicat lui H. P. Lovecraft, renumitul scriitor de groază. Rebeca este inițial sceptică, cu toate acestea, ea și asistenta sa, Amber (Denise Amrikhas), descoperă că sunt în pericol după ce descoperă că diferitele creaturi, societăți și zeități prezentate în povestirile lui Lovecraft există și acum sunt active urmărindu-le pe cele două.
Rebeca și echipa ei cere ajutorul unui expert în ocultism și unei vrăjitoare, care îi ajută în lupta împotriva forțelor răului, care sunt slujitori ai Zeului Întunecat Nyarlathotep⁠(d) care încearcă să-l convoace în lumea reală. Pentru a-l învinge pe Nyarlathotep, Rebeca trebuie să descopere secretul Bântuitorului Întunericului (The Haunter Of The Dark) și să obțină Piatra Neagră Sacră (Sacred Black Stone).

## Distribuție
- Renee Sweet –  Rebecca Marsh
- Denise Amrikhas – Amber Martin
- Tytus Bergstrom – Mike
- John D. Edge as Nyarlathotep
- Tony Grat – Hillbilly
- Noel Harris – News Editor
- Larry Laverty⁠(d) – Professor Sutton
- Saqib Mausoof – Dr. D'Souza
- Sue Ramsey – Sara
- Michael Andrew Reed – Homeless Bum
- Rachael Robbins – Keja
- Bonnie Steiger – Martha Whitmore
- Cameron Weston – Nigel Curwin

## Primire
HorrorNews.net a scris o recenzie favorabilă, scriind „Aceasta este o reprezentare plăcută a faptului că face ceea ce se cuvine cu ceea ce este la îndemână și nu trebuie să cheltuiască o mulțime de zorzoane suplimentare... Hohl a creat un thriller supranatural decent, care rezistă foarte bine în natura sa (de film) cu buget redus."
În schimb, Brutal as Hell a criticat puternic filmul, deoarece a considerat că „dacă Howie ar fi încă în viață, cred că ar da în judecată cineaștii și posibil ar folosi câștigurile pentru a angaja un asasin și a se răfui cu toți. Această parodie a lovit cu fermitate golul exterior al spațiului și al timpului. Hohl încearcă să-l caute pe Lovecraft din greu, pentru că nu l-a găsit încă." 
Bloody Good Horror a avut o recenzie mixtă, contrastând calitatea filmului,  dată de „actoria ridicolă și de amatori” cu efortul depus în producția sa, referindu-se la el ca o „lucrare din dragoste”. Articolul s-a încheiat comparând filmul cu cel care urma să apară atunci în regiza lui Guillermo del Toro, care avea să se bazeze și pe mitologia Lovecraftiană, „At the Mountains of Madness”.